# Distance (album)
Albums de Hikaru Utada
First Love
(1999) Deep River
(2002)
Singles
Distance est le deuxième album d'Hikaru Utada (sous ce nom), sorti en 2001. 

## Présentation
L'album sort le 28 mars 2001 au Japon sous le label EMI Music Japan. Il atteint la 1re place du classement des ventes de l'Oricon. Il se vend à 3 002 720 exemplaires la première semaine, établissant un record de vente d'un album pour une seule semaine. Il reste classé pendant 45 semaines en 2001-2002, mais se reclasse à nouveau pendant six semaines en 2008 à la suite de la sortie en single de l'un de ses titres (Eternally) cette année-là. Il se vend à plus de 4 470 000 exemplaires, ce qui en fait l'album le plus vendu de la décennie au Japon, et le quatrième le plus vendu de tous les temps dans ce pays, derrière le précédent album de la chanteuse sorti deux ans auparavant, First Love, et deux compilations de B'z et Glay. Comme le précédent, l'album Distance sort aussi quatre mois plus tard le 25 juillet au format vinyle en un double album 33 tours, mais cette fois sans titre supplémentaire. 
L'album est volontairement sorti la même semaine que la compilation A Best de l'autre pop-star japonaise de l'époque, Ayumi Hamasaki, provoquant une compétition entre les deux artistes pour les ventes, largement commentée par les médias sous l'influence des maisons de disques des chanteuses. Si l'album d'Utada prend donc la première place des ventes la première semaine, celui d'Hamasaki la lui reprend la deuxième semaine ; mais c'est celui d'Utada qui se vendra finalement le plus, devançant légèrement celui d'Hamasaki qui deviendra toutefois le sixième album le plus vendu au Japon. 
La couverture et les photos de l'album Distance sont réalisées par Kazuaki Kiriya, qu'Utada épousera l'année suivante. L'album contient treize chansons, dont six déjà parues sur les quatre singles sortis après l'album précédent : Addicted to You (toujours notée Up-in-Heaven Mix bien qu'il s'agisse de la version originale et non d'une version remixée), Wait & See ~Risk~, For You / Time Limit, et Can You Keep a Secret? avec Kettobase! en "face B". La dernière chanson de l'album, en titre bonus, est une version remixée de la chanson Hayatochiri (はやとちり) parue en "face B" du single Wait & See ~Risk~, re-titrée Hayatochi-Remix par jeu de mots. 
Une des autres chansons de l'album, Parody, sera diffusée en radio pour le promouvoir, mais sans sortir en single. Une autre, Kotoba ni Naranai Kimochi, a été développée à partir du titre instrumental Interlude figurant sur l'album précédent. La chanson qui donne son titre au disque, Distance, était à l'origine prévue sortir en single telle quelle quelques mois après l'album ; mais à la suite du massacre de l'école d'Ikeda dans lequel périt une de ses fans, la chanteuse décide de la ré-arranger sous forme d'une ballade en son honneur, la sortant finalement sous le titre Final Distance, version qui figurera sur son album suivant, Deep River. Une autre chanson de l'album, Eternally, sera utilisée sept ans plus tard en 2008 comme générique d'un drama, Innocent Love, et sortira alors en single digital en téléchargement, entrainant de nouvelles ventes pour l'album sur lequel elle figure.

## Liste des titres
| 1.  | Wait & See ~Risk~ (Wait & See ~リスク~)                                          | Jimmy Jam et Terry Lewis, Hikaru Utada | 4:48 |
| 2.  | Can You Keep a Secret? (Can You Keep A Secret?)                                  | Akira Nishihira, Yuichiro Honda        | 5:08 |
| 3.  | Distance (DISTANCE)                                                              | Kei Kawano, Hikaru Utada               | 5:30 |
| 4.  | Sunglass(es) (サングラス)                                                        | Shin'ichiro Murayama                   | 4:46 |
| 5.  | Drama (ドラマ)                                                                   | Yu'ichiro Honda                        | 4:36 |
| 6.  | Eternally                                                                        | Shin'ichiro Murayama, Kei Kawano       | 4:45 |
| 7.  | Addicted to You (Up-in-Heaven Mix) (Addicted To You [UP-IN-HEAVEN MIX])          | Jam et Lewis, Jeff Taylor (mix)        | 5:19 |
| 8.  | For You (du single For You / Time Limit)                                         | Kei Kawano                             | 5:22 |
| 9.  | Kettobase! (蹴っ飛ばせ!) (du single Can You Keep a Secret?)                      | Akira Nishihira, Hikaru Utada          | 4:31 |
| 10. | Parody                                                                           | Kei Kawano                             | 5:25 |
| 11. | Time Limit (タイム・リミット) (du single For You / Time Limit)                   | Rodney Jerkins                         | 4:55 |
| 12. | Kotoba ni Naranai Kimochi (言葉にならない気持ち)                                 | Shin'ichiro Murayama                   | 5:03 |
| 13. | Hayatochi-Remix (HAYATOCHI-REMIX) (bonus track) (remix d'un titre de Wait & See) | Hikaru Utada                           | 4:10 |

Vinyl
Side A
1. Wait & See ~Risk~
2. Can You Keep a Secret?
3. Distance

Side B
1. Sunglasses
2. Drama
3. Eternally

Side C
1. Addicted to You (Up-in-Heaven Mix)
2. For You
3. Kettobase!
4. Parody

Side D
1. Time Limit
2. Kotoba ni Naranai Kimochi
3. Hayatochi-Remix